# Ananteris nairae
Espèce
Ananteris nairae est une espèce de scorpions de la famille des Ananteridae.

## Distribution
Cette espèce est endémique de l'État d'Amazonas au Brésil. Elle se rencontre vers Manaus.

## Description
Le mâle holotype mesure 17,8 mm.

## Systématique et taxinomie
Cette espèce a été décrite par Lourenço en 2004.

## Étymologie
Cette espèce est nommée en l'honneur de Nair Otaviano Aguiar.

## Publication originale
- Lourenço, 2004 : « The genus Ananteris Thorell (Scorpiones, Buthidae) in the Brazilian Amazonia. » Revista Iberica de Aracnologia, no 9, p. 137-140 (texte intégral).